# Афіфе Жалє
Афіфе Жалє (1902, Стамбул, Османська імперія — 24 липня 1941 року, Стамбул, Туреччина) — турецька театральна актриса, відома як перша мусульманська театральна актриса в Туреччині.

## Біографія
Афіфе Жалє народилася 1902 року в Стамбулі в родині Хідаєта-бея і Метхіє-ханим; крім неї в родині були дочка Бехіє-ханим і син Салах-бей.

## Кар'єра
Навчалася Афіфе в стамбульській школі красних мистецтв для дівчаток, проте мріяла стати акторкою. У той час в Османській імперії турецькі жінки мусульманського віросповідання не могли грати на сцені, тільки за Указом Міністерства внутрішніх справ. Актрисами могли бути тільки немусульманські жінки грецького, вірменського, єврейського походження.
Батько Афіфе був проти театральної кар'єри дочки, тому що вважав її неперспективною. Всупереч батькові, Афіфе втекла з батьківського дому і влаштувалася працювати стажеркою в новоствореній консерваторії Дарюльбедаї (тур. Darülbedayi). В консерваторії в той час відкрилися курси для навчання мусульманських жінок акторській професії. Вважалося, що вони будуть грати тільки для жіночої аудиторії.
Отримавши театральну освіту, Афіфе 1920 року дебютувала на сцені в ролі «Емель» у театральному спектаклі Yamalar Хюсеїна Суата. В цей час вірменська актриса Еліза Бінемеджиян виїхала за кордон і роль «Емель» була вакантною. Виступаючи на сцені Афіфе взяла собі сценічне ім'я Жалє. Цим ім'ям її і називали відтоді. Виступаючи в «Театрі Аполлон» у Кадикеї, Афіфе Жалє стала першою в історії мусульманською турецькою акторкою в країні. Керівництво театру було попереджене про обмеження для жінок-мусульманок, що призвело до її звільнення 1921 року. Потім вона грала ролі на деяких інших театральних сценах під різними іменами.
Втративши роботу, Жалєопинилася в скрутному фінансовому становищі, прийшли хвороби з гострим головним болем. Жалє вдалася до морфіну після того, як її лікар прописував їй ліки на його основі.
1923 року Ататюрк, засновник проголошеної Турецької Республіки, підняв питання про заборони для мусульманських жінок. Скасування заборон повернуло Афіфе в театр. Однак її пристрасть до наркотиків не пройшла безслідно і погіршила її стан, що врешті знову призвело до її відходу зі сцени.

## Сімейне життя
Залишивши сцену, Афіфе Жалє зовсім зубожіла. 1928 року вона познайомилася з музикантом Селахаттіном Пинаром (1902—1960). Вони одружилися 1929 року і переїхали жити до квартири у Фатіху — районі Стамбула. Однак у шлюбі їхнє життя не склалося і 1935 року подружжя розлучилося. На розлучення вплинула і пристрасть Афіфе до наркотиків.
Після розлучення Жалє потрапила до психіатричної лікарні Бакиркей для лікування від наркотичної залежності. Там вона провела свої останні роки. Померла Афіфе Жалє 24 липня 1941 року.

## Спадщина
1987 року журналістка Незіхе Араз (1922—2009) написала театральну п'єсу під назвою «Афіфе Жалє», яку було поставлено на сцені. За мотивами п'єси було знято фільм.
Трагічну долю Афіфе Жалє також показано у фільмі 1987 року «Афіфе Жалє» режисера Шахіна Кайгуна й у фільмі Кіліт 2008 року режисера Джейди Асли Киличкиран. У цих двох фільмах роль Афіфе зіграла акторка Мюжде Ар.

## Пам'ять
1998 року компанія «Modern Dance Company» в Турецькому державному театрі опери і балету поставила балет «Афіфе», присвячений життю актриси. Балет поставлено також 2012 року в оперному театрі Süreyya Opera House в Кадикеї.
2000 року співачка Сельва Ерденер випустила сольний музичний альбом Афіфе у супроводі великого симфонічного оркестру Московського Радіо.
2004 року в Туреччині показано документальний фільм «Yüzyılın aşkları: Afife ve Selahattin» про життя актриси.
Культурний центр «Afife Jale Sahnesi» району Бешикташ міста Стамбула названо на її честь.
1997 року страхова компанія Yapı Kredi Sigorta заснувала премію Afife Jale Theatre Award на честь акторки. Премія присуджується щорічно театральним акторам.